# 26897 Cervena
26897 Cervena este o planetă minoră (asteroid), cu un diametru de 4,3 km, din centura de asteroizi. A fost descoperită pe 5 august 1995 la Ondřejovská hvězdárna⁠(d) de Lenka Kotková⁠(d). 
Obiectul prezintă o orbită caracterizată de o semiaxă mare de 2,5786098 UAi, o excentricitate de 0,17, o înclinație de 4,76929 ° în raport cu ecliptica.